# Зосін (Мазовецьке воєводство)
Зосін (пол. Zosin) — село в Польщі, у гміні Сохачев Сохачевського повіту Мазовецького воєводства.
Населення — 117 осіб (2011).
У 1975-1998 роках село належало до Скерневицького воєводства.

## Демографія
Демографічна структура станом на 31 березня 2011 року:
|          | Загалом | Допрацездатний вік | Працездатний вік | Постпрацездатний вік |
| -------- | ------- | ------------------ | ---------------- | -------------------- |
| Чоловіки | 59      | 14                 | 42               | 3                    |
| Жінки    | 58      | 9                  | 42               | 7                    |
| Разом    | 117     | 23                 | 84               | 10                   |